# Banda Índia Shuswap
La Banda Índia Shuswap (ktunaxa: kǂitqatwumǂaʔt) és membre del govern Consell Tribal de la Nació Shuswap i també del Consell Tribal Ktunaxa Kinbasket, que es troben a la regió East Kootenay de la Colúmbia Britànica. La seva principal reserva, la reserva índia Shuswap, es troba una milla al nord d'Invermere (Colúmbia Britànica) a la regió de la Vall de Columbia al Rocky Mountain Trench de l'alt riu Columbia, a l'altra banda de les Muntanyes Selkirk de les altres bandes Secwepemc. Va ser creada un quan el govern de la llavors Colònia de la Colúmbia Britànica va establir una reserva índia en la dècada de 1860. Encara que és membre del Consell Tribal Ktunaxa Kinbasket i els membres són casats amb els d'altres bandes ktunaxa a la mateixa regió, els membres de la banda són ètnicament Secwepemc (Shuswap).
Llac Kinbasket, nom actual del dipòsit format per l'embassament Mica, va ser nomenat en 1866 per Walter Moberly, en honor de Kinbasket, un cap shuswap al que havia emprat.